# Schistissa
Schistissa é um gênero de mariposa pertencente à família Bombycidae.